# فیکتور لینارت
فیکتور لینارت (انگلیسی: Victor Linart؛ ۲۶ مه ۱۸۸۹ – ۲۳ اکتبر ۱۹۷۷ (aged 88)) ورزشکار دوچرخه‌سواری پیست اهل فرانسه بود.
وی در مسابقات کشوری و بین‌المللی در مجموع برندهٔ ۴ مدال طلا، ۲ مدال نقره، ۲ مدال برنز شده‌است.